# Liste von Kernwaffen

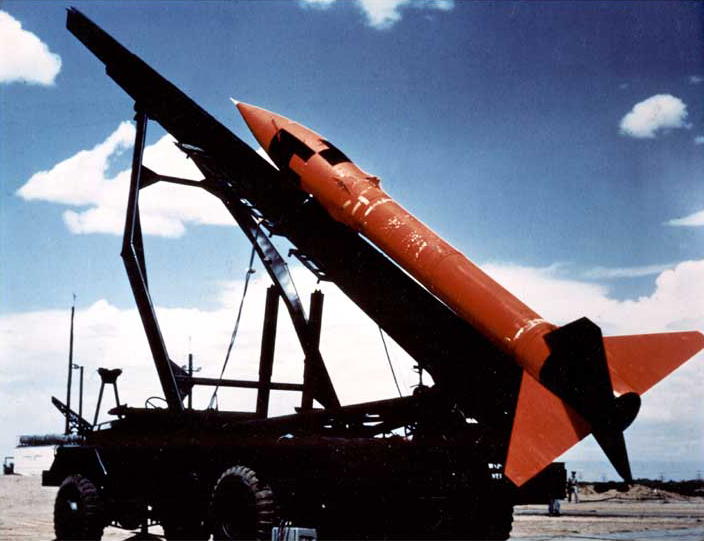
Honest John MGR 1A

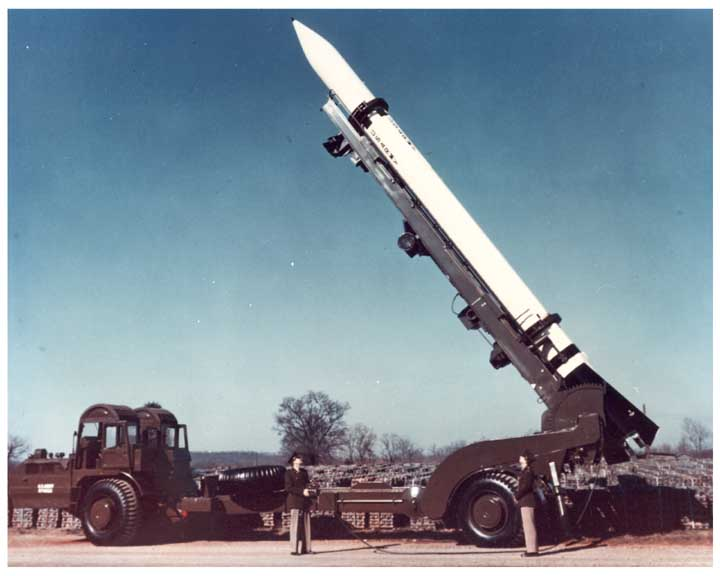
Corporal

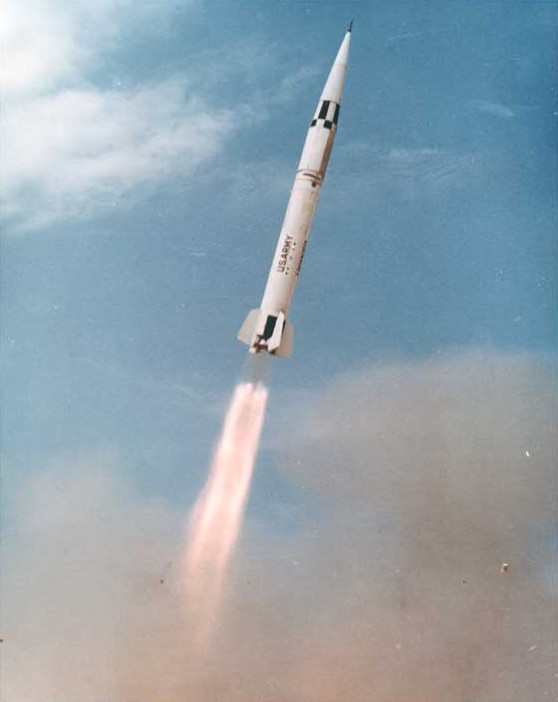
Sergeant im Flug

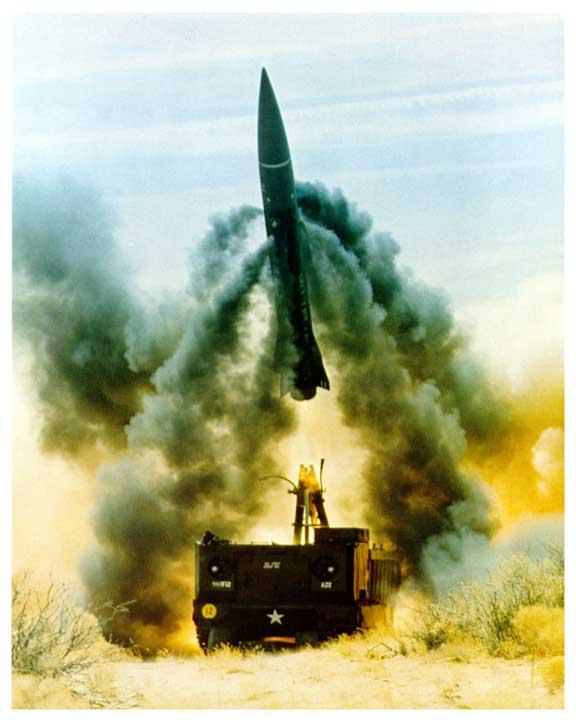
Abschuss einer MGM-52C Lance von einem M667

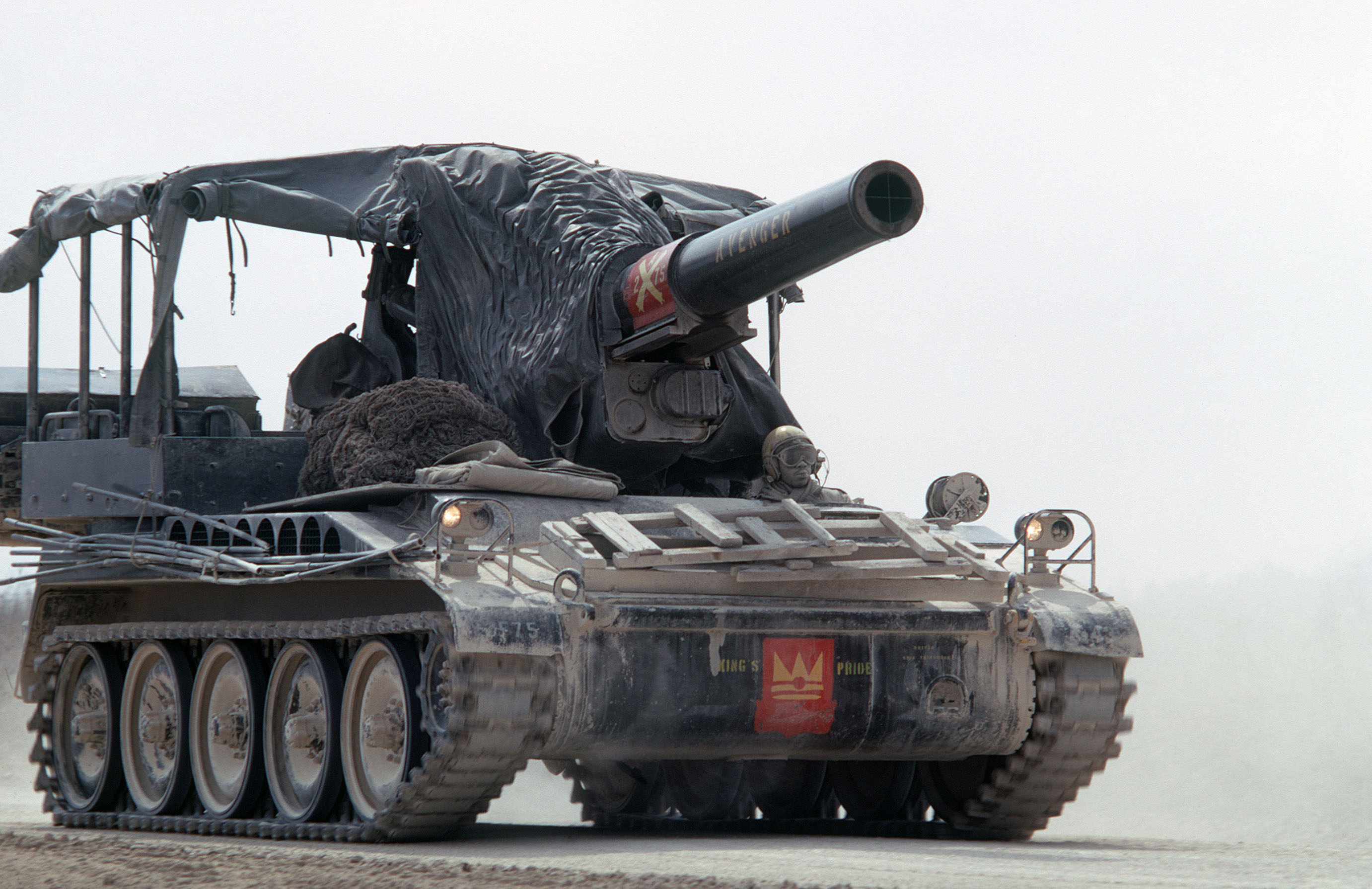
M110

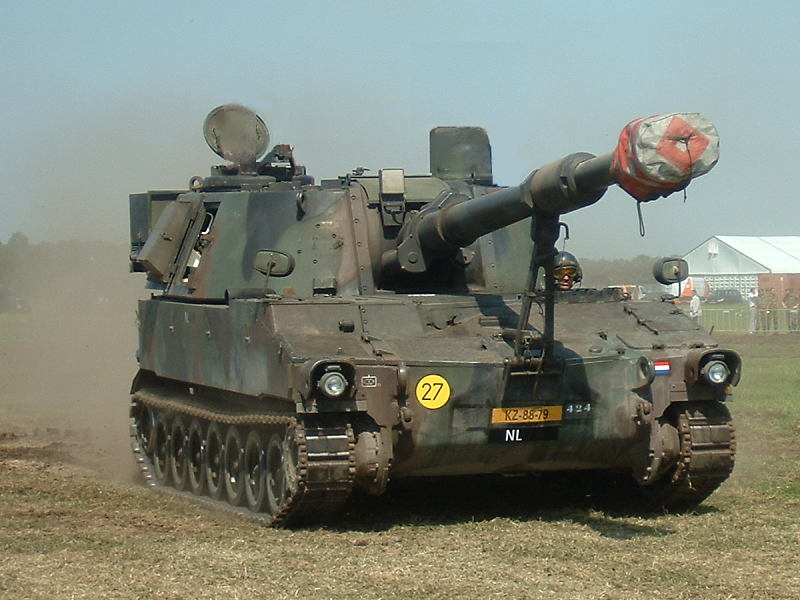
M109

Die Liste von Kernwaffen verzeichnet Kernwaffen sortiert nach dem Herstellerstaat.
Die Liste ist nicht vollständig und amerikanische Kernwaffen sind deutlich überrepräsentiert.
Einige Waffensysteme werden von mehreren Ländern (z. B. Trident von USA und GB) und manche Gefechtsköpfe für verschiedene Waffensysteme genutzt (z. B. W31 für Honest John und als Sperrwaffe).

## Vereinigte Staaten

### Raketen
| Waffensystem                | Gefechtskopf | Version           | Sprengkraft (TNT-Äquivalent) | Bemerkung                              |
| --------------------------- | ------------ | ----------------- | ---------------------------- | -------------------------------------- |
| Corporal                    | W7           | Version Y2        | 5 kT                         |                                        |
|                             |              | Version Y3        | 10 kT                        |                                        |
|                             |              | Version Y4        | 20 kT                        |                                        |
|                             |              | Version Y5        | 40 kT                        |                                        |
| AIR-2A Genie                | W25          |                   | 1,5 kT                       | ungelenkte Luft-Luft-Rakete            |
| Navaho                      | W29          |                   |                              | Entwicklung eingestellt                |
|                             | W39          |                   | 4.000 kT                     |                                        |
|                             | W41          |                   |                              | Entwicklung eingestellt                |
| RIM-8 Talos                 | W30          |                   | 5 kT                         |                                        |
| Honest John                 | W31          | Version Mod. 0 Y1 | 2kT                          | W31 wurde auch als ADM genutzt         |
|                             |              | Version Mod. 0 Y2 | 40 kT                        |                                        |
|                             |              | Version Mod. 3 Y3 | 20 kT                        |                                        |
| Sergeant                    | W52          | Version Y1        | 60 kT                        |                                        |
|                             |              | Version Y2        | 200 kT                       |                                        |
| Polaris                     | W47          | Version Y1        | 600 kT                       |                                        |
|                             |              | Version Y2        | 1.200 kT                     |                                        |
| Titan II                    | W53          | Mk. 6             | 9.000 kT                     |                                        |
| AIM-26A Falcon              | W54          |                   | 0,25 kT                      | Luft-Luft-Lenkwaffe                    |
| Minuteman II                | W56          |                   | 1.200 kT                     |                                        |
| Lance                       | W70          | Version Mod. 0    | 1 kT                         |                                        |
|                             |              | Version Mod. 1    | 10 kT                        |                                        |
|                             |              | Version Mod. 2    | 100 kT                       |                                        |
|                             |              | Version Mod. 3    | 0,75 kT                      |                                        |
|                             |              | Version Mod. 4    | 1,25 kT                      |                                        |
| div. Marschflugkörper       | W80          |                   | 5–150 kT                     | Sprengkraft wählbar                    |
| Pershing                    | W85          |                   | 5–80 kT                      |                                        |
| Peacekeeper / Minuteman III | W87          | Version 0         | 300 kT                       | jüngster Sprengkopf im US-Arsenal      |
| Trident                     | W76          | Version 0         | 100 kT                       | auch von GB genutzt                    |
|                             |              | Version 1         | 100 kT                       |                                        |
|                             | W88          |                   | 475 kT                       |                                        |
| Davy Crockett               | W54          |                   | 0,01-0,02kT                  | kleinster nuklearer Sprengkopf der USA |

### Rohrartillerie
| Waffensystem      | Gefechtskopf | Version           | Sprengkraft (TNT-Äquivalent) | Bemerkung            |
| ----------------- | ------------ | ----------------- | ---------------------------- | -------------------- |
| Haubitze 280 mm   | W9           |                   | 15 kT                        |                      |
|                   | W19          |                   | 15–20 kT                     | Weiterentwicklung W9 |
| Schiffsartillerie | W23          |                   | 15–20 kT                     | Weiterentwicklung W9 |
| Haubitze 203 mm   | W33          | Version Mod. 0 Y1 | 0,5 kT                       |                      |
|                   |              | Version Mod.1 Y2  | 40 kT                        |                      |
| Haubitze 155 mm   | W48          | Version Mod. 0    | 0,072 kT                     |                      |
|                   |              | Version Mod. 1    | 0,072 kT                     |                      |
|                   |              | Version Mod. 1 Y3 | 10 kT                        |                      |
|                   |              | Version Mod. 1 Y4 | 5 kT                         |                      |
| Haubitze 203 mm   | W79          | Version Mod. 0 Y1 | 0,1 kT                       |                      |
|                   |              | Version Mod. 0 Y2 | 0,7 kT                       |                      |
|                   |              | Version Mod. 0 Y3 | 1,1 kT                       |                      |
|                   |              | Version Mod. 1    | 0,8 kT                       |                      |

### Sperrwaffen
| Waffensystem | Gefechtskopf | Version          | Sprengkraft (TNT-Äquivalent) | Bemerkung                                                |
| ------------ | ------------ | ---------------- | ---------------------------- | -------------------------------------------------------- |
| ADM          | T4           |                  |                              | Modifizierte Version der nuklearen Artillerie-Granate W9 |
|              | W7           |                  |                              |                                                          |
|              | W31          |                  | < 2 kT                       |                                                          |
| MADM         | W45          | Version Y1       | 1 kT                         | Medium Atomic Demolition Munition                        |
|              |              | Version Y2       | 0,5 kT                       |                                                          |
|              |              | Version Y4       | 8 kT                         |                                                          |
| SADM         | W54          | Version Mod.1 Y1 | 0,01 kT                      | Special Atomic Demolition Munition                       |
|              |              | Version Mod.1 Y2 | 0,02 kT                      |                                                          |
|              |              | Version Mod.1 Y3 | 1 kT                         |                                                          |
| TADM         | W30          | Version Mod.4 Y1 | 0,3 kT                       | Tactical Atomic Demolition Munition                      |
|              |              | Version Mod.4 Y1 | 0,5 kT                       |                                                          |

### Freifallbomben
| Bombenname | Gefechtskopf | Version | Sprengkraft (TNT-Äquivalent)        | Bemerkung                                                   |
| ---------- | ------------ | ------- | ----------------------------------- | ----------------------------------------------------------- |
| B28        | W28          |         | wählbar von wenigen kT - 1.450 kT   | nicht alle Wählstufen bekannt                               |
| B41        |              | Y1      | vermutlich 25.000 kT                | stärkste je entwickelte US-Atomwaffe                        |
|            |              | Y2      | vermutlich < 10.000 kT              |                                                             |
| B46        |              |         | 8.900 kT                            | keine Serienreife, nur Vorserientypen getestet              |
| B43        | W43          |         | wählbar von wenigen kT - 1.000 kT   | nicht alle Wählstufen bekannt                               |
| B53        |              | Y-2     | 9.000 kT                            | entspricht W53 der Titan II, basiert auf B46                |
| B57        |              | Mod 0   | 5 kT                                |                                                             |
|            |              | Mod 1   | 10 kT                               |                                                             |
|            |              | Mod 2   | 10 kT                               |                                                             |
|            |              | Mod 3   | 15 kT                               |                                                             |
|            |              | Mod 4   | 15 kT                               |                                                             |
|            |              | Mod 5   | 20 kT                               |                                                             |
| B61        |              | B61.12  | 340 kt (Modell 7)                   | Sprengkraft wählbar                                         |
| B77        |              |         |                                     | Weiterentwicklung der B43                                   |
| B83        |              |         | wählbar von wenigen kT bis 1.200 kT | nicht alle Wählstufen bekannt derzeit stärkste US-Atomwaffe |
| B90        |              |         | 200 kT                              | keine Serienfertigung, nur Testversuche                     |

### Torpedos
| Waffensystem  | Gefechtskopf | Version | Sprengkraft (TNT-Äquivalent) | Bemerkung |
| ------------- | ------------ | ------- | ---------------------------- | --------- |
| Mark-45-ASTOR | W34          |         | 11 kT                        |           |

## Frankreich

### Raketen
| Waffensystem | Gefechtskopf | Version | Sprengkraft (TNT-Äquivalent) | Bemerkung                                     |
| ------------ | ------------ | ------- | ---------------------------- | --------------------------------------------- |
| Pluton       |              |         | 15 kT                        | Mobile Kurzstreckenrakete                     |
|              |              |         | 25 kT                        |                                               |
| Hadès        | TN-90        |         | 80-100 kT                    | Mobile Kurzstreckenrakete                     |
| M 2          |              |         | 500 kT                       | U-Boot-Rakete                                 |
| M 20         | TN-60        |         | 1.200 kT                     | U-Boot-Rakete                                 |
|              | TN-61        |         | 1.000-1.200 kT               | U-Boot-Rakete                                 |
| M 4          | TN-71        |         | 150 kT                       | U-Boot-Rakete                                 |
| M 45         | TN-71        |         | 150 kT                       | U-Boot-Rakete, je 6 MIRV TN-71 Sprengköpfe    |
| M 51         | TN-75        |         | 100 kT                       | U-Boot-Rakete, je 6-10 MIRV TN-75 Sprengköpfe |

### Marschflugkörper
| Waffensystem | Gefechtskopf | Version | Sprengkraft (TNT-Äquivalent) | Bemerkung                |
| ------------ | ------------ | ------- | ---------------------------- | ------------------------ |
| ASMP         | TN-81        |         | 100-300 kT                   | Sprengkraft selektierbar |

### Freifallbomben
| Gefechtskopf | Version | Sprengkraft (TNT-Äquivalent) | Bemerkung |
| ------------ | ------- | ---------------------------- | --------- |
| CEA AN-52    | 1       | 2 kT                         |           |
|              | 2       | 8 kT                         |           |

## Großbritannien

### Freifallbomben
| Gefechtskopf | Version | Sprengkraft (TNT-Äquivalent) | Bemerkung                                   |
| ------------ | ------- | ---------------------------- | ------------------------------------------- |
| WE.177       | A       | 10 kT                        | letzte atomare Fliegerbombe Großbritanniens |
|              | B       | 200 kT                       |                                             |
|              | C       | 400 kT                       |                                             |

## Sowjetunion

### Freifallbomben
| Gefechtskopf | Version | Sprengkraft (TNT-Äquivalent) | Bemerkung                              |
| ------------ | ------- | ---------------------------- | -------------------------------------- |
| RDS-1        |         | 22 kT                        | Kopie der amerikanischen Fat-Man-Bombe |
| RDS-3        |         | 42 kT                        |                                        |
|              | I       | 62 kT                        |                                        |
|              | T       | ?                            |                                        |
| AN602        |         | 50.000–100.000 kT            | Stärkste je gezündete Bombe            |

### Torpedos
| Waffensystem | Gefechtskopf | Version        | Sprengkraft (TNT-Äquivalent) | Bemerkung                                                  |
| ------------ | ------------ | -------------- | ---------------------------- | ---------------------------------------------------------- |
| Schkwal      |              | M-5            | 150 kT                       | Ungelenkte Initialversion, Geschwindigkeit 194 Knoten      |
|              |              | VA-111 Schkwal | 2-5 kT                       | Erste ungelenkte Serienversion, Geschwindigkeit 200 Knoten |